# Суюк Абылайханов
Суюк Абылайханов, также Сюк Аблайханов (каз. Сөк Төре; 1779—1853) — казахский старший султан рода жалайыр и частью рода шапырашты Старшего жуза. Происходил из султанского сословия, сын Абылай-хана.
В конце XVIII — первой половине XIX века управлял группой родов Старшего жуза. В 1818 году изъявил желание принять российское подданство. 18 января 1819 года царское правительство официально признало казахов родов уйсун, жалаир и их разветвлений, подвластных султану Суюку, подданными Российской империи.

## Биография
Он родился перед смертью отца. О его жизни мало известно. Суюк правил коленами жалаир и частью шапрашты, а ставка его находилась в урочище Капал. Суюк в период своего правление в Семиречье имел дружественное отношение своими соседями.
В 1817 году султан Суюк заявил о желании подвластных ему родов принять российское подданство. Территория, где проживали 66 тысяч человек племени жалаир, вошли в состав Российской империи.
В 1819 году казахское посольство во главе Жангазы (сын Суюка) прибыл в Санкт-Петербург.
В 1824 году сам Суюк посетил Омск и решил вопрос о кочевиях с киргизами.
Некоторое время в ауле Суюк султана жил Томас Аткинсон со своей семьей.

Аткинсон описывал султана так:
«В степи нельзя было найти более опасного грабителя. Даже в свои восемьдесят лет он участвовал в барымте, причем многие из набегов и вовсе были спланированы им лично. Когда я ночевал в его ауле, то стал свидетелем, как казахи Среднего жуза пришли, чтобы попросить его отказаться от женщин и детей, которые были его «трофеями», которые он заполучил в ходе своих бандитских набегов. Несмотря на просьбу, старый негодяй заявил, что не вернет ни одного. Кроме того, он получал пенсию от российского императора, фактически продавая свою страну, и при этом еще умудрялся обманывать российского царя».
Аткинсон добавил еще одну интересную деталь: когда он писал портрет султана, тот настаивал на том, чтобы надеть на него «алое пальто, золотую медаль и саблю, присланную ему Александром Первым, которой он очень гордился». Он также упоминал, что Суюк был очень тщеславен: «Во время одного из своих набегов султану порезали нос боевым топором, из-за чего он сильно скривился. Поэтому, когда я его рисовал, он хотел, чтобы я не копировал его нынешний нос, а изобразил его целым, иначе император мог узнать о его грабительских привычках».
Кроме того, авторы отмечают, что султан Суюк также участвовал в Восстании Кенесары Касымова, однако выступал он на другой стороне. Хоть и с прославленным освободителем они даже находились в родстве. В 1846 году Кенесары-хан пришел к Суюку и потребовал, чтобы он присоединился к нему в его борьбе против колонизаторов. При этом хан действовал как глава Среднего жуза, ища поддержки у Старшего жуза. Но султан отказался, несмотря на угрозы Кенесары уничтожить все аулы Суюка.